# St. Mary (Missouri)
St. Mary is een plaats (city) in de Amerikaanse staat Missouri, en valt bestuurlijk gezien onder Ste. Genevieve County.

## Demografie
Bij de volkstelling in 2000 werd het aantal inwoners vastgesteld op 377.

## Geografie
Volgens het United States Census Bureau beslaat de plaats een oppervlakte van
1,6 km², geheel bestaande uit land.

## Plaatsen in de nabije omgeving
De onderstaande figuur toont nabijgelegen plaatsen in een straal van 20 km rond St. Mary.